# Šime Poduje
Šime Poduje (Lissa, 19 maggio 1905 – Spalato, 31 ottobre 1966) è stato un calciatore jugoslavo, di ruolo attaccante.

## Biografia
Nato a Lissa, è stato compagno di squadra di suo fratello minore Veljko.

## Caratteristiche tecniche
Ala destra molto veloce e dotato di una grande intelligenza calcistica.

## Carriera

### Giocatore

#### Club
Debutta nell'Hajduk Spalato il 29 ottobre 1922 in occasione del match del Splitski podsavez vinto 0-8 contro l'Uskok Spalato. Veste la casacca dei Bili fino al 1931, anno in cui si ritira dall'attività calcistica, vincendo due campionati jugoslavi (1927 e 1929).

#### Nazionale
Il suo debutto con la nazionale jugoslava risale al 28 settembre 1924 in occasione dell'amichevole persa contro la Cecoslovacchia (0-2). La sua ultima partita con la nazionale risale al 31 luglio 1927 nell'amichevole pareggiata 1-1 contro la Cecoslovacchia.
Indossò la maglia della nazionale per un totale di tre partite.

## Statistiche

### Cronologia presenze e reti in nazionale
| Cronologia completa delle presenze e delle reti in nazionale ― Jugoslavia | Cronologia completa delle presenze e delle reti in nazionale ― Jugoslavia | Cronologia completa delle presenze e delle reti in nazionale ― Jugoslavia | Cronologia completa delle presenze e delle reti in nazionale ― Jugoslavia | Cronologia completa delle presenze e delle reti in nazionale ― Jugoslavia | Cronologia completa delle presenze e delle reti in nazionale ― Jugoslavia | Cronologia completa delle presenze e delle reti in nazionale ― Jugoslavia | Cronologia completa delle presenze e delle reti in nazionale ― Jugoslavia |
| Data                                                                      | Città                                                                     | In casa                                                                   | Risultato                                                                 | Ospiti                                                                    | Competizione                                                              | Reti                                                                      | Note                                                                      |
| ------------------------------------------------------------------------- | ------------------------------------------------------------------------- | ------------------------------------------------------------------------- | ------------------------------------------------------------------------- | ------------------------------------------------------------------------- | ------------------------------------------------------------------------- | ------------------------------------------------------------------------- | ------------------------------------------------------------------------- |
| 28-9-1924                                                                 | Zagabria                                                                  | Jugoslavia                                                                | 0 – 2                                                                     | Cecoslovacchia                                                            | Amichevole                                                                | -                                                                         |                                                                           |
| 28-10-1925                                                                | Praga                                                                     | Cecoslovacchia                                                            | 7 – 0                                                                     | Jugoslavia                                                                | Amichevole                                                                | -                                                                         |                                                                           |
| 31-7-1927                                                                 | Belgrado                                                                  | Jugoslavia                                                                | 1 – 1                                                                     | Cecoslovacchia                                                            | Amichevole                                                                | -                                                                         |                                                                           |
| Totale                                                                    |                                                                           | Presenze                                                                  | 3                                                                         |                                                                           | Reti                                                                      | 0                                                                         |                                                                           |

## Palmarès

### Giocatore

#### Club
- Campionato jugoslavo: 2

Hajduk Spalato: 1927, 1929